# Stewart Evans
Stewart Evans, dit Stew Evans (né le 19 juin 1908 à Ottawa, province de l'Ontario au Canada - mort le 2 juin 1996) est un joueur professionnel canadien de hockey sur glace. Il évoluait au poste de défenseur,.

## Carrière de joueur
En 1929, il a commencé sa carrière professionnelle avec les Olympics de Détroit dans la Ligue internationale de hockey. La saison suivante, il a débuté dans la LNH avec les Falcons de Détroit. Il est échangé aux Maroons de Montréal en 1934. Il a remporté la Coupe Stanley en 1934-1935. Il a été capitaine de l'équipe en 1937-1938. Il met un terme à sa carrière une saison plus tard après avoir joué avec les Canadiens de Montréal.

## Statistiques
| Saison     | Équipe                | Ligue      |     | Saison régulière | Saison régulière | Saison régulière | Saison régulière | Saison régulière |    | Séries éliminatoires | Séries éliminatoires | Séries éliminatoires | Séries éliminatoires | Séries éliminatoires |
| Saison     | Équipe                | Ligue      | PJ  | B                | A                | Pts              | Pun              | PJ               | B  | A                    | Pts                  | Pun                  |                      |                      |
| 1928-1929  | Cubs de Victoria      | PCHL       |     | 12               | 6                | 18               | 6                |                  |    |                      |                      |                      |                      |                      |
| 1929-1930  | Cubs de Victoria      | PCHL       |     | 7                | 1                | 8                | 8                |                  |    |                      |                      |                      |                      |                      |
| 1929-1930  | Olympics de Détroit   | LIH        | 38  | 8                | 11               | 19               | 121              |                  |    |                      |                      |                      |                      |                      |
| 1930-1931  | Falcons de Détroit    | LNH        | 43  | 1                | 4                | 5                | 14               | --               | -- | --                   | --                   | --                   |                      |                      |
| 1931-1932  | Olympics de Détroit   | LIH        | 0   | 3                | 9                | 12               | 72               |                  |    |                      |                      |                      |                      |                      |
| 1932-1933  | Red Wings de Détroit  | LNH        | 48  | 2                | 6                | 8                | 74               | 4                | 0  | 0                    | 0                    | 6                    |                      |                      |
| 1933-1934  | Red Wings de Détroit  | LNH        | 17  | 0                | 0                | 0                | 20               | --               | -- | --                   | --                   | --                   |                      |                      |
| 1933-1934  | Maroons de Montréal   | LNH        | 27  | 4                | 2                | 6                | 35               | 4                | 0  | 0                    | 0                    | 4                    |                      |                      |
| 1934-1935  | Maroons de Montréal   | LNH        | 46  | 5                | 7                | 12               | 54               | 7                | 0  | 0                    | 0                    | 8                    |                      |                      |
| 1935-1936  | Maroons de Montréal   | LNH        | 47  | 3                | 5                | 8                | 57               | 3                | 0  | 0                    | 0                    | 0                    |                      |                      |
| 1936-1937  | Maroons de Montréal   | LNH        | 48  | 6                | 7                | 13               | 54               | 5                | 0  | 0                    | 0                    | 0                    |                      |                      |
| 1937-1938  | Maroons de Montréal   | LNH        | 48  | 5                | 11               | 16               | 59               | --               | -- | --                   | --                   | --                   |                      |                      |
| 1938-1939  | Canadiens de Montréal | LNH        | 43  | 2                | 7                | 9                | 58               | 3                | 0  | 0                    | 0                    | 2                    |                      |                      |
| Totaux LNH | Totaux LNH            | Totaux LNH | 367 | 28               | 49               | 77               | 425              | 26               | 0  | 0                    | 0                    | 20                   |                      |                      |